# Château de Shibata
Le château de Shibata (新発田城, Shibata-jō) se trouve à Shibata, préfecture de Niigata au Japon. C'est le siège du gouvernement du clan Shibata durant l'époque d'Edo. Mizoguchi Hidekatsu, le premier chef du clan, commence en 1598 la construction du château qui est terminé en 1654. Après cela, la ville de Shibata prospère, tant du point de vue politique, économique que culturel.
La porte Omote mon et le yagura (poivrière) Sumi sont d'origine et ont été désignés « importantes propriétés nationales ». Le mur (appelé Namako kabe) à l'extérieur du yagura est étanche ; il est fait de pierres régulièrement empilées à la façon de kirikomihagi. Récemment, les demandes pour une restauration du château de Shibata se sont faites plus nombreuses. En conséquence, les yagura Tatsumi et Sangai ont été restaurés en 2004. Seule l'une des poivrières est ouverte au public.

## Galerie

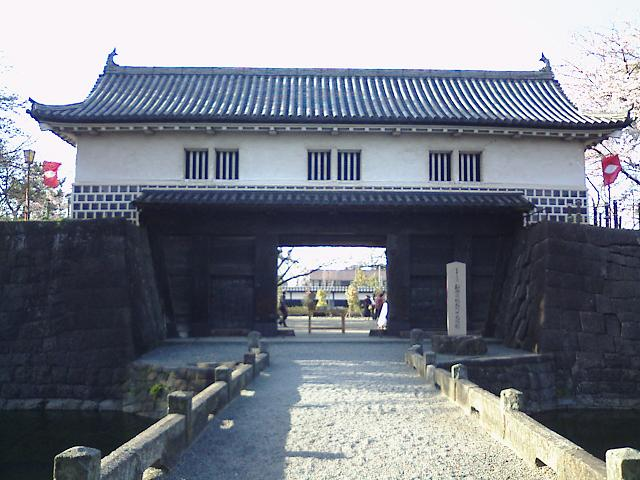
Porte Omote-mon.
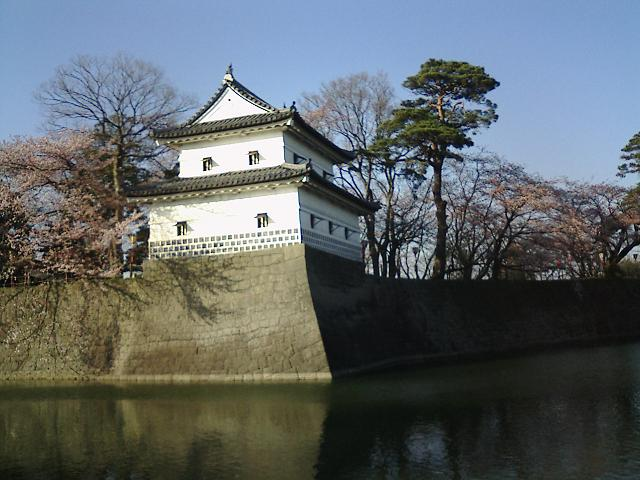
Yagura (poivrière) Ninomaru-sumi.
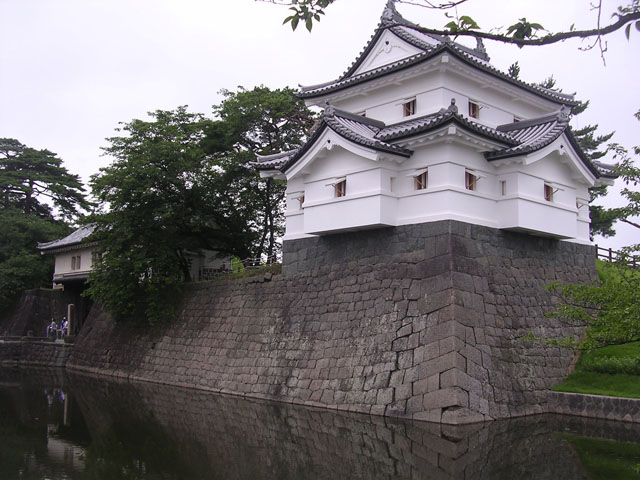
Yagura Tatsumi.